# Edmund Stoiber
Edmund Rüdiger Stoiber, né le 28 septembre 1941 à Oberaudorf, en Bavière, est un homme politique allemand membre de l'Union chrétienne-sociale en Bavière (CSU).
Entré au Landtag de Bavière en 1974, il est nommé quatre ans plus tard secrétaire général de la CSU sous la présidence de Franz Josef Strauß et dirige à ce titre sa campagne très dure contre Helmut Schmidt et la coalition sociale-libérale pour les élections fédérales de 1980. En 1982, il devient chef de la chancellerie régionale.
Ayant renoncé à son poste de secrétaire général du parti en 1983, il en est élu vice-président en 1989, un an après avoir été nommé ministre régional de l'Intérieur par Max Streibl, successeur de Strauß, récemment décédé, à la tête de la Bavière. Il est choisi en 1993 comme nouveau ministre-président du Land au détriment de Theodor Waigel, alors ministre fédéral des Finances et président de la CSU. À ce poste, il remporte successivement les élections régionales de 1994, 1998 et 2003, conservant systématiquement la majorité absolue acquise par son parti en 1962. D'un tempérament conservateur et eurosceptique, il assure le développement économique de la Bavière en misant sur les hautes technologies.
Après avoir remplacé Waigel à la tête du parti en 1999, il se fait désigner candidat à la chancellerie fédérale de la CDU/CSU pour les élections fédérales de 2002 au détriment d'Angela Merkel, menant campagne sur les thèmes de l'enseignement et la critique de la politique sociale du chancelier sortant. Donné vainqueur par les sondages, il est finalement battu sur le fil par Gerhard Schröder, qui capitalise notamment sur son opposition à la guerre en Irak. À la suite des élections anticipées convoquées trois ans après, il est présenté comme le futur ministre fédéral de l'Économie de la grande coalition de Merkel, mais finit par se rétracter.
En 2007, subissant de nombreuses critiques internes, il met progressivement un terme à sa carrière politique en abandonnant les présidences du gouvernement bavarois et de la CSU, puis son siège de député à l'issue des régionales de 2008. Il préside depuis un groupe de travail mis en place par l'Union européenne (UE) pour lutter contre la bureaucratie et occupe le poste honorifique de « président d'honneur » de la CSU au même titre que son ancien adversaire interne, Theodor Waigel.

## Éléments personnels

### Formation
Il accomplit l'ensemble de ses études secondaires à Rosenheim, où il passe son Abitur en 1961. Il accomplit ensuite son service militaire dans une division de chasseurs de montagne (Gebirgsjäger), d'abord à Mittenwald, puis Bad Reichenhall.
À partir de 1962, il entreprend des études supérieures de droit et sciences politiques à Munich, obtenant son premier examen juridique d'État cinq ans plus tard. Il travaille les quatre années suivantes en tant qu'associé de recherche au département de droit pénal et droit d'Allemagne de l'Est de l'université de Ratisbonne, avant de décrocher en 1971 un doctorat et son second examen juridique d'État.

### Carrière
Il entre la même année au ministère bavarois du Développement régional et des Questions environnementales, et devient en 1972 secrétaire personnel du ministre, Max Streibl. Il renonce à ce poste au bout de deux ans pour prendre celui de directeur de cabinet, qu'il occupe jusqu'en 1978, lorsqu'il commence à exercer le métier d'avocat.
Ancien membre du syndic de la loterie bavaroise, il appartient depuis 2007 aux conseils de surveillance des sociétés Nürnberger Beteiligungs-Aktiengesellschaft et Nürnberger Lebensversicherung AG. Il préside en outre un groupe de travail mis en place par l'Union européenne afin de réduire la bureaucratie.

### Vie privée
Il est le fils d'Edmund Georg Stoiber, un marchand né en Bavière et admirateur du nazisme, et d'Elisabeth Zimmermann, issue de Rhénanie. Son enfance avec ses deux sœurs s'est déroulée dans des conditions relativement modestes.
En 1968, il a épousé Karin Buch, de deux ans sa cadette. Le couple a eu depuis trois enfants, dont l'un, Dominic, est engagé au sein de la Junge Union (JU) et la vie politique locale, ainsi que quatre petits enfants. Stoiber est en outre de religion catholique et réside, avec sa femme, à Wolfratshausen, au sud de la Bavière.

## Vie politique

### Activité militante

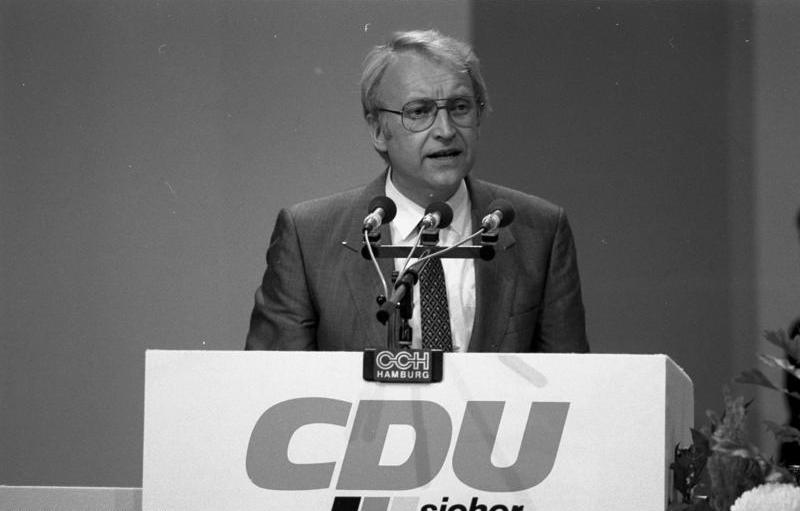
E. Stoiber au congrès de la CDU en 1981.

Défavorable au mouvement étudiant allemand en 1968, il adhère la CSU en 1971.
Après avoir été élu président de la fédération de la Junge Union (JU) dans l'arrondissement de Bad Tölz-Wolfratshausen en 1976, il est nommé en 1978 secrétaire général de l'Union chrétienne-sociale en Bavière (CSU), à 35 ans, par son président, Franz Josef Strauß. À ce poste, où il a acquis le surnom de « guillotine blonde » auprès de ses opposants, il est notamment chargé d'organiser la dure campagne de Strauß, candidat CDU/CSU à la chancellerie fédérale lors des élections législatives de 1980, contre Helmut Schmidt et sa coalition sociale-libérale. Au cours de la campagne, il se démarque par ses déclarations polémiques, en décrivant Willy Brandt comme un « cas psychiatrique » et parlant des sociaux-démocrates comme des « fascistes rouges ». Cette stratégie se révélera être un échec puisque les conservateurs perdent quatre points et dix-sept députés lors du scrutin.
En 1983, il abandonne ses fonctions dans l'appareil, avant d'être choisi en novembre 1989 comme vice-président du parti par son nouveau président, Theodor Waigel, tout en occupant la présidence de la commission politique de la formation. Il quitte ces fonctions en 1993, après cinq années marquées par plusieurs conflits avec le chef de la CSU.
Après la démission de Waigel, causée par les résultats décevants du parti en Bavière lors des élections fédérales de 1998, Edmund Stoiber est élu président de la CSU le 16 janvier 1999. Réélu à plusieurs reprises à la tête de la formation conservatrice, qui domine sans partage la Bavière depuis 1962, il finit par abandonner la direction le 29 septembre 2007, après quoi il en est élu président d'honneur, aux côtés de Theo Waigel.

### Parcours institutionnel

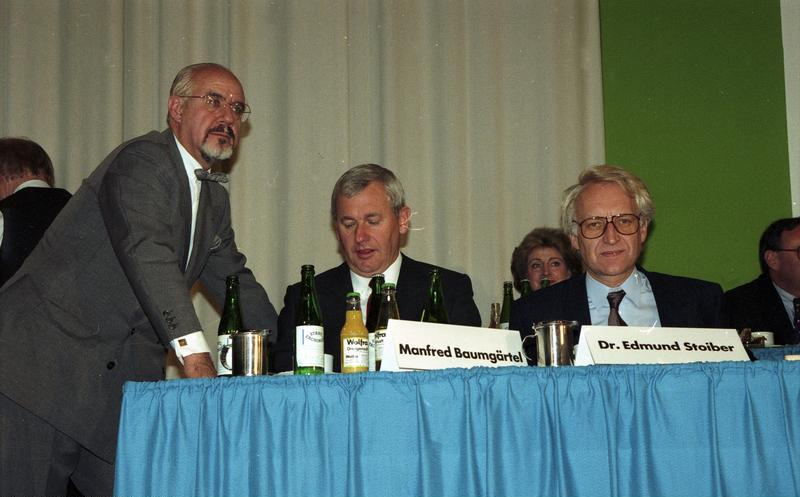
E. Stoiber (droite) et Hans Klein (gauche, debout), en 1989.

Il est élu député au Landtag de Bavière en 1974, et entre quatre ans plus tard à l'assemblée de l'arrondissement de Bad Tölz-Wolfratshausen, où il siège jusqu'en 1984. Deux ans plus tôt, il avait été nommé chef de la chancellerie régionale de Bavière par le ministre-président, Franz Josef Strauß, avec rang de secrétaire d'État, devenant le « bras droit » du « taureau de Bavière », son idole politique. Il est élevé, en 1986, au rang de ministre avec attributions spéciales tout en conservant ses précédentes attributions.
À la suite du décès brutal de Strauß, le ministre des Finances et Vice-ministre-président, Max Streibl, est désigné pour prendre la tête du gouvernement régional et choisit Stoiber pour occuper les fonctions de ministre de l'Intérieur. Il se voit reconduit en 1990, à la suite des élections régionales et de la formation d'un nouveau cabinet.

### Ministre-président de Bavière (1994 - 2007)

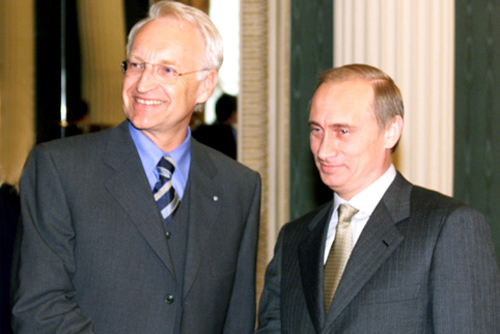
E. Stoiber recevant Vladimir Poutine en 2000.

Le 28 mai 1993, à la suite de la démission de Streibl, compromis dans un scandale de corruption connu sous le nom d'affaire Amigo, Edmund Stoiber est élu ministre-président de Bavière par le Landtag, après avoir été choisi par la CSU au détriment de son propre président, Theodor Waigel, et forme son gouvernement, dans lequel Günther Beckstein le remplace comme ministre de l'Intérieur. Il remporte l'année suivante les élections régionales avec 52,8 % des voix, en recul de deux points, et 120 sièges sur 204 au Landtag, ce qui le conduit à constituer son deuxième gouvernement.
En sa qualité de chef de gouvernement régional, il prend en 1995 pour un an la présidence tournante du Conseil fédéral.
Candidat à un troisième mandat aux élections de 1998, il s'impose en recueillant 52,9 % des suffrages et 123 élus, maintenant ainsi la domination de la CSU sur la Bavière, et forme peu après son troisième cabinet. En 2003, il décroche le meilleur résultat du parti depuis 1974 en obtenant 60,7 % des voix, ce qui lui donne 124 élus sur 180, soit la majorité qualifiée des deux tiers, un score jamais atteint. Ce résultat est présenté comme un effet de solidarité du peuple bavarois avec son ministre-président, défait onze mois plus tôt d'une courte tête par Gerhard Schröder aux élections fédérales.
Au cours de l'année 2004, son nom fut évoqué comme candidat à l'élection présidentielle allemande du 23 mai, puis à la présidence de la Commission européenne, sur proposition de Jacques Chirac. Il a toutefois décliné ces deux propositions.
En 2005, il est pressenti pour être nommé ministre fédéral de l'Économie, en prenant la direction d'un « super ministère » regroupant également les compétences sur la recherche et la technologie, dans la grande coalition d'Angela Merkel, mais renonce le 1er novembre, affirmant vouloir rester à la tête de la Bavière et que la démission de Franz Müntefering de la présidence du SPD avait changé les choses. Conservateur, régionaliste, eurosceptique, ayant notamment déclaré en 1997 que « La Bavière n'a pas défendu pendant plus de mille ans son identité pour la déposer au vestiaire de Bruxelles », se disant opposé à l'euro avant de demander, à la suite de son adoption, le strict respect des critères de Maastricht, et prônant une immigration zéro en arguant que les capacités d'accueil du pays sont dépassées, il annonce le 19 janvier 2007 qu'il renoncera à la présidence du gouvernement bavarois au mois de septembre suivant, à la suite d'une brutale chute de popularité de la CSU et aux critiques internes de plus en plus fortes à l'encontre de son style de gouvernance, notamment les accusations d'espionnage contre la préfète de l'arrondissement de Fürth, Gabriele Pauli. Sa démission est officielle au 29 septembre, au profit de son ministre de l'Intérieur, Günther Beckstein.
Au cours des quatorze années, soit le second mandat le plus long après Alfons Goppel, qu'il a passées à la tête de la Bavière, il s'est attaché à en assurer le développement économique en attirant plusieurs grandes entreprises industrielles et financières, et en finançant la recherche scientifique grâce à de nombreuses privatisations, ce qui a fait venir de nombreuses firmes de haute technologie. Malgré le fait qu'il ait engagé et encouragé cette modernisation économique, il s'est toujours montré soucieux du respect du folklore et de la tradition bavarois, selon un modèle défini comme celui « des ordinateurs et culottes de cuir ».

### Élections fédérales de 2002
Il est choisi le 11 janvier 2002 comme candidat à la chancellerie fédérale de la CDU/CSU au détriment d'Angela Merkel, présidente de la CDU, pour les élections du 22 septembre. Au cours de la campagne, il se démarque de son image d'homme politique régional et conservateur pour présenter, face au charismatique Gerhard Schröder, le visage d'un homme d'État responsable. Il présente en outre le modèle de développement économique de son Land comme un exemple à suivre pour l'ensemble de l'Allemagne. Lors du congrès de la CDU à Francfort le 19 juin, il obtient le soutien de l'ensemble des mille et un délégués du parti après un discours dans lequel il annonce qu'au soir de l'élection, « le spectre rouge-vert aura disparu ».
Très critique de la politique économique et sociale de la coalition rouge-verte sortante, il propose notamment de ramener le taux maximal de l'impôt sur le revenu à 40 %, et les dépenses publiques à 40 % du produit intérieur brut (PIB). Alors qu'il domine tous les sondages, son écart se réduit peu à peu en fin de campagne, et présente une position plus modérée que Schröder sur la guerre d'Irak, alors en débat : le chancelier s'y dit totalement opposé, une thèse très populaire en Allemagne, alors que Stoiber exclut d'y participer uniquement si l'Union européenne ne dégage pas de position commune. Lors du scrutin, la CDU/CSU réunit 38,5 % des voix et 248 députés sur 603 au Bundestag, trois de moins que le SPD, qui obtient le même nombre de suffrages. Toutefois, les 8 sièges d'avance de l'Alliance 90 / Les Verts sur le Parti libéral-démocrate (FDP) et la quasi-disparition du Parti du socialisme démocratique (PDS) de l'hémicycle offrent à Schröder une victoire à l'arraché avec 306 élus, contre 295 au centre droit.